# 不妊手術
不妊手術（ふにんしゅじゅつ、英: Sterilization）は、外科的手術によって妊娠を不可能にする方法である。避妊手術、断種手術と呼ばれることもある。また、特に家畜では、去勢とも呼ぶ。

## 獣医学領域

### オス
精巣摘出
陰嚢または腹腔側からナイフで切開し、精巣を摘出する。家畜では観血法と呼ばれる。
挫滅（ざめつ）
専用のバルザック去勢器で陰嚢の付け根の皮膚上から精索を挟んで押し潰し、無血で去勢を行う方法。精管を閉塞する人間の男性のパイプカットと原理的に近い。挫滅を行った後の精巣は次第に縮小していき、やがて機能停止する。食肉用の牛などで行われる。
陰嚢除去
紐やゴムリングで陰嚢上部をきつく緊縛し、血行を阻害して、壊死した睾丸を脱落させる方法。

### メス
卵巣・子宮全摘出
卵巣と子宮の両方を摘出する方法。出産能力を完全にシャットダウンする。
卵巣摘出
卵巣のみ摘出する方法。手術創が小さい。

## 医学領域

### 男性
両側精管結紮切除術（日本では「パイプカット」とも呼ばれる）
- 男性の精管（精巣から精子を送り出す管）を切断して断端を閉じる手術。局所麻酔で行われる[1]。

これを行うと精嚢に精子が貯蔵されなくなり精嚢腺と前立腺から分泌される精液中に精子が存在しなくなる。パイプカットを行っても精液自体は無くならず、射精も可能であるし、睾丸に血流があれば、精巣で造られる男性ホルモンの分泌は衰えない。
避妊の効果は高い（PI：0.1）。誰でもできるというものではなく、母体保護法に基づいて行われるため、原則として子供が複数いて子育ても一通り終わり、配偶者（事実婚を含む）の同意がある既婚男性でなければいけない。
術後に精管結紮後疼痛症候群が現れることがある。

### 女性
卵管結紮術・電気焼灼術
- 小開腹手術
  - 麻酔(全身麻酔、区域麻酔、局所麻酔のいずれか)をかけ、腹部に小切開を施し、左右の卵管の一部を切除し、結紮する外科手術[1]。

- 腹腔鏡下手術
  - 麻酔を行った後、腹部(へその直下)を小切開して腹腔鏡を挿入し、卵管結紮術(卵管を切断し、切った端を縛る)や電気焼灼術(電流により熱を生じさせ、組織の切開や凝固を行う)が行われる[1]。

- 子宮鏡手術
  - 局所麻酔(鎮静薬を併用する場合もある)をかけ、腟から子宮鏡（柔軟な管状の機器）を挿入し、子宮を経由して卵管内まで到達させ、コイルで電気的に焼灼し、卵管内に瘢痕組織を形成させ、卵管を塞ぐ手術。切開は不要[1]。

帝王切開及び普通分娩直後に行うことも可能。永久避妊を望む成人女性に向く。ごく稀に、卵管がつながって妊娠することもある（PI：0.5）。母体保護法に基づいて行われるため、基本的に子供が複数いて配偶者（事実婚を含む）の同意がある既婚女性、または、妊娠・出産が生命に危険を及ぼす持病があり避妊に確実を期す女性でなければいけない。未婚で不妊手術を受けた者は、結婚に際して配偶者にその旨を告げる義務がある。
子宮摘除術
結果的に避妊効果があるが、通常、避妊手術としてではなく、病気の治療のために行われる。ただし、日本では、強制不妊手術が実施されていた時代（1996年に優生保護法が母体保護法へ改正されるまで）、子宮を摘出する事例が存在した。

### 日本における法的規制
母体保護法3条により、妊娠または出産が母体の生命に危険を及ぼすおそれがある場合（1項1号）、現に複数の子を有しかつ分娩ごとに母体の健康度を著しく低下するおそれがある場合（同項2号）、または配偶者についていずれかの要件を満たす場合（2項）のいずれかでなければ不妊手術を行うことができない。特に1項1号の要件は、人工妊娠中絶において「母体の健康を著しく害するおそれ」があれば足り、かつこれは身体的理由だけでなく経済的理由によるものでも足りるとされている（14条1項1号）のに比べて重い要件である。1960年代にはブルーボーイ事件が起き、これらの要件を満たさずに精巣摘出等の手術を行った医師が有罪判決を受けたが、2004年に施行された性同一性障害者の性別の取扱いの特例に関する法律により、性同一性障害治療としての性別適合手術は正当なものとされる。